# Mark Gatiss
Mark Gatiss (Sedgefield, 17 ottobre 1966) è un attore e sceneggiatore britannico.
È conosciuto soprattutto come membro del quartetto comico The League of Gentlemen, e per aver lavorato come sceneggiatore e attore alle serie televisive Doctor Who e Sherlock.

## Biografia
Gatiss è nato a Sedgefield in Inghilterra in una famiglia di classe media, in cui il padre lavorava in un ospedale psichiatrico. In giovane età si è appassionato alla serie televisiva Doctor Who, ai film horror e alla lettura di Sherlock Holmes e H.G. Wells. Ha studiato arti drammatiche presso il Bretton Hall College.
Ha lavorato come sceneggiatore in Doctor Who, in cui è apparso come attore nella parte del professor Lazarus nell'episodio L'esperimento Lazarus e nella parte di Gantok nell'episodio Il matrimonio di River Song. Nel 2013, in occasione del 50º anniversario di Doctor Who, ha ideato e scritto il docu-drama intitolato An Adventure in Time and Space, in cui si racconta la genesi della serie della BBC e il suo immediato successo. Sarebbe dovuto inoltre apparire nel ruolo di Jon Pertwee, interprete del Terzo Dottore: la sua apparizione è stata tagliata nel montaggio finale, ma è visibile nel backstage del film.
Dal 2010 ricopre il ruolo di Mycroft Holmes nella serie Sherlock, della quale è anche co-ideatore e sceneggiatore, insieme a Steven Moffat. Nel 2014 è entrato a far parte del cast de Il Trono di Spade, nel ruolo di Tycho Nestoris, un rappresentante della Banca di Ferro di Braavos. Nel 2017 partecipa allo speciale natalizio Twice Upon a Time della serie TV Doctor Who nel ruolo di un capitano inglese della prima guerra mondiale.

## Vita privata
Dichiaratamente gay, ha sposato l'attore Ian Hallard nel 2008.

## Filmografia

### Attore

#### Cinema
- The Zero Imperative, regia di Bill Baggs (1994)
- P.R.O.B.E.: The Devil of Winterborne, regia di Bill Baggs (1995)
- Birthday Girl, regia di Jez Butterworth (2001)
- Bright Young Things, regia di Stephen Fry (2003)
- Sex Lives of the Potato Men, regia di Andy Humphries (2004)
- Match Point, regia di Woody Allen (2005)
- The League of Gentlemen's Apocalypse, regia di Steve Bendelack (2005)
- Il quiz dell'amore (Starter for 10), regia di Tom Vaughan (2006)
- Don't, episodio di Grindhouse, regia di Edgar Wright (2007)
- Victor - La storia segreta del dott. Frankenstein (Victor Frankenstein), regia di Paul McGuigan (2015)
- La verità negata (Denial), regia di Mick Jackson (2016)
- L'esercito di papà (Dad's Army), regia di Oliver Parker (2016)
- Il mistero di Donald C. (The Mercy), regia di James Marsh (2018)
- Ritorno al Bosco dei 100 Acri (Christopher Robin), regia di Marc Forster (2018)
- La favorita (The Favourite), regia di Yorgos Lanthimos (2018)
- The Father - Nulla è come sembra (The Father), regia di Florian Zeller (2020)
- Locked Down, regia di Doug Liman (2021)
- The Road Dance, regia di Richie Adams (2021)
- L'arma dell'inganno - Operation Mincemeat (Operation Mincemeat), regia di John Madden (2022)
- Mission: Impossible - Dead Reckoning, regia di Christopher McQuarrie (2023)
- Mission: Impossible - The Final Reckoning, regia di Christopher McQuarrie (2025)
- I Fantastici Quattro - Gli inizi, regia di Matt Shakman (2025)

#### Televisione
- Harry – serie TV, 1 episodio (1993)
- Lenny Goes to Town – serie TV, 3 episodi (1998)
- Randall & Hopkirk (Randall & Hopkirk (Deceased)) – serie TV, 1 episodio (2000)
- Barbara – serie TV, 1 episodio (2000)
- Spaced – serie TV, 1 episodio (2001)
- Dr. Terrible's House of Horrible – serie TV, 1 episodio (2001)
- Surrealissimo: The Trial of Salvador Dali, regia di Richard Curson Smith – film TV (2002)
- The League of Gentlemen – serie TV, 19 episodi (1999-2002)
- Little Britain – serie TV, 1 episodio (2003)
- Catterick – serie TV, 1 episodio (2004)
- Footballers' Wives – serie TV, 1 episodio (2004)
- Agatha Christie: A Life in Pictures, regia di Richard Curson Smith – film TV (2004)
- Miss Marple (Agatha Christie's Marple) – serie TV, episodio 1x02 (2004)
- Nighty Night – serie TV, 10 episodi (2004-2005)
- The Quatermass Experiment, regia di Sam Miller – film TV (2005)
- Funland – serie TV, 4 episodi (2005)
- Fear of Fanny, regia di Coky Giedroyc – film TV (2006)
- Jekyll, regia di Matt Lipsey e Douglas Mackinnon – miniserie TV (2007)
- Consenting Adults, regia di Richard Curson Smith – film TV (2007)
- Doctor Who – serie TV, 3 episodi (2007-2017)
- Ragione e sentimento (Sense and Sensibility), regia di John Alexander  – miniserie TV (2008)
- Poirot (Agatha Christie's Poirot) – serie TV, episodio 11x04 (2008)
- Clone – serie TV, 6 episodi (2008)
- Crooked House – miniserie TV (2008)
- New Town, regia di Annie Griffin – film TV (2009)
- Psychoville – serie TV, 1 episodio (2009)
- Spanish Flu: The Forgotten Fallen, regia di Justin Hardy – film TV (2009)
- L'ispettore Barnaby (Midsomer Murders) – serie TV, episodio 13x02 (2010)
- Worried About the Boy, regia di Julian Jarrold – film TV (2010)
- Sherlock – serie TV, 12 episodi (2010-2017) – Mycroft Holmes
- The First Men in the Moon, regia di Damon Thomas – film TV (2010)
- The Crimson Petal and the White – serie TV, 2 episodi (2011)
- Cleaning Up, regia di Thomas Guerrier – cortometraggio (2011)
- L'ispettore Gently (Inspector George Gently) – serie TV, episodio 5x03 (2012)
- Il Trono di Spade (Game of Thrones) – serie TV, 4 episodi (2014-2017)
- London Spy – serie TV, 1 episodio (2015)
- Taboo – serie TV, 5 episodi (2017)
- Against the Law – film TV (2017)
- Gunpowder, regia di J Blakeson – miniserie TV (2017)
- Sally4Ever – serie TV (2018-in corso)
- Good Omens – serie TV, 1 episodio (2019)
- Dracula, regia di Jonny Campbell, Damon Thomas e Paul McGuigan – miniserie TV (2020)
- The Amazing Mr. Blunden, regia di Mark Gatiss (2021)
- Inside No. 9 – serie TV, episodi 7x01-9x06 (2022-2024)
- Il problema dei 3 corpi (3 Body Problem) – serie TV, episodio 1x03 (2024)
- I delitti della bella di notte (Moonflower Murders), regia di Rebecca Getward – miniserie TV (2024)

### Sceneggiatore
- The Zero Imperative, regia di Bill Baggs (1994)
- P.R.O.B.E.: The Devil of Winterborne, regia di Bill Baggs (1995)
- P.R.O.B.E.: Ghosts of Winterborne, regia di Bill Baggs (1996)
- Unnatural Selection, regia di Bill Baggs (1996)
- The League of Gentlemen – serie TV, 19 episodi (1999-2002)
- Randall & Hopkirk (Deceased) – serie TV, 1 episodio (2001)
- The League of Gentlemen: Live at Drury Lane, regia di Steve Bendelack (2001)
- Doctor Who – serie TV, 6 episodi (2005-in corso)
- The Worst Journey in the World, regia di Damon Thomas – film TV (2007)
- Crooked House – miniserie TV (2008)
- Poirot (Agatha Christie's Poirot) – serie TV, 3 episodi (2008-2013)
- Sherlock – serie TV, 13 episodi (2010-2017)
- The First Men in the Moon, regia di Damon Thomas – film TV (2010)
- Queers – miniserie TV (2017)
- Dracula – miniserie TV (2020)
- The Amazing Mr. Blunden, regia di Mark Gatiss (2021)

## Doppiatori italiani
Nelle versioni in italiano delle opere in cui ha recitato, Mark Gatiss è stato doppiato da:
- Franco Mannella in Sherlock, Il traditore tipo, Ritorno al Bosco dei 100 Acri, Doctor Who (speciale di Natale 2017), The Father - Nulla è come sembra, Locked Down, L'arma dell'inganno - Operation Mincemeat, Mission: Impossible - Dead Reckoning, Mission: Impossible - The Final Reckoning, I Fantastici Quattro - Gli inizi
- Mino Caprio in Doctor Who
- Marco Mete ne Il Trono di Spade (ep. 4x06, st. 7-8)
- Raffaele Palmieri ne Il Trono di Spade (ep. 5x09)
- Alessio Cigliano in La verità negata
- Franco Zucca in La favorita
- Dario Oppido in Dracula
- Alessandro Budroni in Good Omens (st. 1)
- Stefano Alessandroni in Good Omens (st. 2)
- Enrico Pallini ne Il problema dei 3 corpi
- Francesco Mei ne I delitti della bella di notte